# Bwin.com
bwin.com – austriacki internetowy bukmacher, prowadzący zakłady sportowe i gry online w wielu krajach świata, także w Polsce, wcześniej znany jako betandwin.com. Posiada około 10 milionów zarejestrowanych użytkowników w ponad 20 krajach. Od marca 2000 r. koncern bwin Interactive Entertainment AG jest notowany na giełdzie wiedeńskiej. Swoje centra posiada w Wiedniu, Sztokholmie i na Gibraltarze.
Bwin.com jest zdecydowanym liderem w Europie pod względem ilości oferowanych zakładów. Bukmacher umożliwia obstawianie wielu niszowych dyscyplin (np. gry w lotki), oraz niskich lig piłkarskich.
Zakłady Bwin.com obejmują 36 dyscyplin, z czego większość jest sportami:
- piłka nożna,
- tenis,
- koszykówka,
- narciarstwo alpejskie,
- narciarstwo klasyczne,
- sporty motorowe,
- Formuła 1,
- futbol amerykański,
- hokej na lodzie,
- golf,
- piłka ręczna,
- siatkówka,
- krykiet,
- baseball,
- boks,
- wyścigi konne,
- rugby league,
- rugby union,
- snooker,
- dart,
- futbol australijski,
- wyścigi psów,
- NASCAR,
- sporty motocyklowe,
- rajd,
- sporty celtyckie,
- piłka wodna,
- tenis stołowy,
- polityka,
- biathlon,
- szachy,
- futsal,
- piłka nożna halowa,
- netball,
- hokej na rolkach,
- lacrosse.

Bwin.com był sponsorem wielu klubów piłkarskich m.in., Milanu, Werderu Brema, AJ Auxerre. Jest też sponsorem tytularnym portugalskiej ekstraklasy. Do 2013 był sponsorem Real Madryt
Umowy sponsoringowe zostały także zawarte z Moto-GP, Międzynarodową Federacją Koszykówki (FIBA), zawodami Kite Surf Pro Tour w Tarifie (Hiszpania).